# Patrick McCaw
Patrick Andrew McCaw, né le 25 octobre 1995 à Saint-Louis au Missouri, est un joueur américain de basket-ball mesurant 1,96 m et évoluant au poste d'arrière voire d'ailier.
Il est triple champion NBA, deux fois avec les Warriors de Golden State et une fois avec les Raptors de Toronto.

## Biographie

### Carrière universitaire
Il passe ses deux années universitaires à l'Université du Nevada (Las Vegas) où il joue pour les Rebels d'UNLV.

### Carrière professionnelle

#### Warriors de Golden State (2016-2018)
Le 23 juin 2016, lors de la draft 2016 de la NBA, Patrick McCaw est sélectionné en 38e position par les Bucks de Milwaukee. Il est transféré dès le soir de la draft chez les Warriors de Golden State contre une somme d'argent. Le 6 juillet 2016, il signe son premier contrat avec les Warriors et participe à la Summer League 2016 de la NBA sous leurs couleurs.
McCaw réalise ses débuts en NBA lors du match d'ouverture de la saison des Warriors le 25 octobre 2016 contre les Spurs de San Antonio. En neuf minutes de jeu en tant que remplaçant il cumule deux points et deux passes dans la défaite de son équipe. Le 8 décembre 2016, il inscrit dix points pour la première fois de sa carrière, tous inscrits en première mi-temps d'un succès contre le Jazz de l'Utah. Le 29 décembre 2016 il est envoyé aux Warriors de Santa Cruz, l'équipe de NBA Development League affiliée aux Warriors de Golden State, avant d'être rappelé par Golden State dès le lendemain. Le 10 janvier 2017 contre le Heat de Miami, bénéficiant d'une maladie contractée par Klay Thompson, Patrick McCaw débute une rencontre pour la première fois de sa carrière. Le 13 janvier 2017 il est de nouveau assigné à Santa Cruz, puis est réintégré un jour plus tard. McCaw réalisé sa meilleure performance de la saison le 13 février 2017 en inscrivant 19 points en remplacement de Klay Thompson dans le cinq majeur dans une défaite chez les Nuggets de Denver. Plus tard dans la saison, bénéficiant de la blessure au genou de Kevin Durant, il débute la plupart des dernières rencontres de saison régulière au poste d'ailier.
Patrick McCaw joue les playoffs dès sa saison rookie. Après 23 secondes de jeu lors du match 1 du premier tour contre les Trail Blazers de Portland, il est pour la première fois titulaire lors du match 2, en remplacement de Kevin Durant. En finale de conférence ouest contre les Spurs de San Antonio, McCaw cumule 18 points, 5 passes, 3 rebonds et 3 interceptions en sortie de banc lors du match 2. Avec cette performance, il devient en NBA le premier rookie en sortie de banc à inscrire 18 points ou plus depuis James Harden en 2010 et le premier dans l'histoire des Warriors depuis Robert Parish en 1977. Quelques semaines plus tard, McCaw remporte avec les Warriors de Golden State son premier titre de champion NBA en dominant les Cavaliers de Cleveland 4 à 1 en finale.

#### Cavaliers de Cleveland (2018-2019)
Laissé libre par les Warriors de Golden State, il signe un contrat de deux ans avec les Cavaliers de Cleveland le 31 décembre 2018.
Il est coupé par les Cavaliers de Cleveland le 7 janvier 2019.

#### Raptors de Toronto (janvier 2019-avril 2021)
Le 10 janvier 2019, il s'engage avec les Raptors de Toronto jusqu'à la fin de la saison.
Le 13 juin 2019, il devient pour la troisième fois en 3 ans champion NBA. 
Le 8 juillet 2019, il se réengage avec les Raptors de Toronto.
Il est coupé le 9 avril 2021.

## Palmarès

### En franchise
- Champion NBA en 2019 avec les Toronto Raptors.
- Champion NBA en 2017 et 2018 avec les Warriors de Golden State.
- Champion de Conférence Est en 2019 avec les Toronto Raptors.
- Champion de Conférence Ouest en 2017 et 2018 avec les Warriors de Golden State.

### En équipe nationale
- 3e place au championnat des Amériques 2022

### Distinctions personnelles
- Second-team All-Mountain West (2016)
- Mountain West All-Defensive Team (2016)

## Statistiques

### Universitaires
Les statistiques en matchs universitaires de Patrick McCaw sont les suivantes :
| Saison    | Équipe | Matchs | Titul. | Min./m | % Tir | % 3pts | % LF | Rbds/m. | Pass/m. | Int/m. | Ctr/m. | Pts/m. |
| --------- | ------ | ------ | ------ | ------ | ----- | ------ | ---- | ------- | ------- | ------ | ------ | ------ |
| 2014-2015 | UNLV   | 32     | 16     | 29,6   | 40,2  | 36,8   | 71,4 | 3,25    | 2,69    | 1,50   | 0,31   | 9,59   |
| 2015-2016 | UNLV   | 33     | 32     | 33,7   | 46,5  | 36,6   | 77,4 | 5,12    | 3,88    | 2,45   | 0,39   | 14,73  |
| Total     | Total  | 65     | 48     | 31,7   | 43,9  | 36,7   | 75,3 | 4,20    | 3,29    | 1,98   | 0,35   | 12,20  |

### Statistiques en carrière NBA
Légende :  champion NBA,  leader de la ligue.

#### Saison régulière
| Saison      | Équipe      | MJ  | 5D | Min  | Pts | %Tirs | %3pts | %LF  | Off | Def | Tot | Bp  | Int | Pd  | Ctr | Cté | Fts | Fpv | DD2 | TD3 |
| ----------- | ----------- | --- | -- | ---- | --- | ----- | ----- | ---- | --- | --- | --- | --- | --- | --- | --- | --- | --- | --- | --- | --- |
| 2016-17     | Warriors    | 71  | 20 | 15,1 | 4,0 | 43,3  | 33,3  | 78,4 | 0,3 | 1,1 | 1,4 | 0,5 | 0,5 | 1,1 | 0,2 | 0,3 | 0,9 | 0,5 | 0   | 0   |
| 2017-18     | Warriors    | 57  | 10 | 16,9 | 4,0 | 40,9  | 23,8  | 76,5 | 0,3 | 1,2 | 1,4 | 0,7 | 0,8 | 1,4 | 0,2 |     | 1,2 |     | 0   | 0   |
| 2018-19     | Cleveland   | 3   | 0  | 17,7 | 1,7 | 22,2  | 25    |      | 0   | 1   | 1   | 1   | 0,7 | 0,7 | 0   |     | 0,3 |     | 0   | 0   |
| 2018-19     | Toronto     | 26  | 1  | 13,2 | 2,7 | 44,4  | 33,3  | 86,7 | 0,3 | 1,5 | 1,7 | 0,5 | 0,8 | 1   | 0,1 |     | 1,4 |     | 0   | 0   |
| En carrière | En carrière | 157 | 31 | 15,2 | 3,7 | 42,0  | 29,9  | 79,1 | 0,3 | 1,2 | 1,5 | 0,6 | 0,6 | 1,2 | 0,2 | 0,3 | 1,1 | 0,5 | 0   | 0   |

#### Playoffs
| Année       | Équipe      | MJ | 5D | Min  | Pts | %Tirs | %3pts | %LF  | Off | Def | Tot | Bp  | Int | Pd  | Ctr | Cté | Fts | Fpv | DD2 | TD3 |
| ----------- | ----------- | -- | -- | ---- | --- | ----- | ----- | ---- | --- | --- | --- | --- | --- | --- | --- | --- | --- | --- | --- | --- |
| 2017        | Warriors    | 15 | 3  | 12,1 | 4,1 | 43,8  | 34,8  | 84,6 | 0,7 | 1,5 | 2,2 | 0,2 | 0,6 | 1,1 | 0,2 | 0,1 | 0,9 | 0,5 | 0   | 0   |
| 2018        | Warriors    | 6  | 0  | 2,7  | 0,7 | 50,0  | 0     | 100  | 0,2 | 0,3 | 0,5 | 0   | 0,3 | 0   | 0   |     | 0,2 |     | 0   | 0   |
| 2019        | Toronto     | 11 | 0  | 4,4  | 0,5 | 20,0  | 33,3  | 100  | 0,2 | 0,1 | 0,3 | 0,1 | 0,2 | 0,4 | 0   |     | 0,4 |     | 0   | 0   |
| En carrière | En carrière | 32 | 3  | 7,7  | 2,2 | 41,8  | 33,3  | 88,2 | 0,4 | 0,8 | 1,2 | 0,1 | 0,4 | 0,6 | 0,1 | 0,1 | 0,9 | 0,5 | 0   | 0   |

## Records sur une rencontre en NBA
Les records personnels de Patrick McCaw en NBA sont les suivants, :
| Type de statistique        | Saison régulière | Saison régulière            | Saison régulière | Playoffs | Playoffs                    | Playoffs      |
| Type de statistique        | Record           | Adversaire                  | Date             | Record   | Adversaire                  | Date          |
| -------------------------- | ---------------- | --------------------------- | ---------------- | -------- | --------------------------- | ------------- |
| Points                     | 19               | @ Nuggets de Denver         | 13 février 2017  | 18       | Spurs de San Antonio        | 16 mai 2017   |
| Paniers marqués            | 8                | 2 fois                      | 2 fois           | 6        | Spurs de San Antonio        | 16 mai 2017   |
| Paniers tentés             | 13               | @ Nuggets de Denver         | 13 février 2017  | 8        | 2 fois                      | 2 fois        |
| Paniers à 3 points réussis | 3                | 5 fois                      | 5 fois           | 3        | Spurs de San Antonio        | 16 mai 2017   |
| Paniers à 3 points tentés  | 6                | 3 fois                      | 3 fois           | 4        | 2 fois                      | 2 fois        |
| Lancers francs réussis     | 4                | 2 fois                      | 2 fois           | 3        | Spurs de San Antonio        | 16 mai 2017   |
| Lancers francs tentés      | 4                | 6 fois                      | 6 fois           | 4        | @ Trail Blazers de Portland | 22 avril 2017 |
| Rebonds offensifs          | 3                | 2 fois                      | 2 fois           | 2        | 3 fois                      | 3 fois        |
| Rebonds défensifs          | 6                | 2 fois                      | 2 fois           | 5        | Trail Blazers de Portland   | 19 avril 2017 |
| Rebonds totaux             | 8                | Grizzlies de Memphis        | 20 décembre 2017 | 5        | 2 fois                      | 2 fois        |
| Passes décisives           | 11               | @ Hornets de Charlotte      | 8 janvier 2020   | 5        | 2 fois                      | 2 fois        |
| Interceptions              | 4                | 2 fois                      | 2 fois           | 3        | 2 fois                      | 2 fois        |
| Contres                    | 3                | @ Timberwolves du Minnesota | 18 janvier 2020  | 1        | 3 fois                      | 3 fois        |
| Balles perdues             | 4                | @ Lakers de Los Angeles     | 18 décembre 2017 | 2        | Spurs de San Antonio        | 16 mai 2017   |
| Minutes jouées             | 43               | @ Hornets de Charlotte      | 8 janvier 2020   | 34       | Trail Blazers de Portland   | 19 avril 2017 |

- Double-double : 1
- Triple-double : 0

Dernière mise à jour : 12 novembre 2020